# Plan de numérotation à Monaco
Les numéros de téléphone à Monaco comportent huit chiffres, les numéros de lignes fixes commencent par le chiffre 9 et les numéros de téléphones mobiles commencent par le chiffre 6.

## Résumé
A l'origine, Monaco était intégré dans le plan de numérotation français, avec des numéros de lignes fixes commençant par 93 . Le 21 juin 1996, la Principauté a activé son propre indicatif pays, le +377 . Depuis, tous les appels entre la France et Monaco doivent être passés au format international, y compris ceux vers et depuis les régions limitrophes françaises.
De Monaco vers la France
00 33 x xx xx xx xx
De la France vers Monaco
00 377 xx xx xx xx
Les opérateurs de téléphonie mobile d'au moins deux autres circonscriptions, notamment Lonestar Cell au Libéria , et Vala au Kosovo, ont aussi utilisé l'indicatif téléphonique +377. L'utilisation du +377 par Vala a cessé le 3 février 2017 quand le Kosovo a activé l'indicatif +383 .